# Lista chorążych reprezentacji Wenezueli na igrzyskach olimpijskich
Lista chorążych reprezentacji Wenezueli na igrzyskach olimpijskich – lista zawodników i zawodniczek reprezentacji Wenezueli, którzy podczas ceremonii otwarcia nowożytnych igrzysk olimpijskich nieśli flagę Wenezueli.

## Chronologiczna lista chorążych
| Lp. | Rok i miejsce        | Chorąży                     | Dyscyplina            |
| --- | -------------------- | --------------------------- | --------------------- |
| 1   | 1948, Londyn         | Julio César León            | Kolarstwo             |
| 2   | 1952, Helsinki       | Asnoldo Devonish            | Lekkoatletyka         |
| 3   | 1956, Melbourne      | Rafael Romero               | Lekkoatletyka         |
| 4   | 1960, Rzym           | Héctor Thomas               | Lekkoatletyka         |
| 5   | 1964, Tokio          | Theo Capriles               | pływanie              |
| 6   | 1968, Meksyk         | b.d                         |                       |
| 7   | 1972, Monachium      | Francisco Rodríguez         | Boks                  |
| 8   | 1976, Montreal       | Manuel Luna                 | Judo                  |
| 9   | 1980, Moskwa         | Antonio Esparragoza         | Boks                  |
| 10  | 1984, Los Angeles    | William Wuycke              | Lekkoatletyka         |
| 11  | 1988, Seul           | Elizabeth Popper            | Tenis stołowy         |
| 12  | 1992, Barcelona      | María Elena Giusti          | pływanie              |
| 13  | 1996, Atlanta        | Francisco Sánchez           | pływanie              |
| 14  | 1998, Nagano         | Iginia Boccalandro          | Saneczkarstwo         |
| 15  | 2000, Sydney         | Adriana Carmona             | Taekwondo             |
| 16  | 2002, Salt Lake City | Iginia Boccalandro          | Saneczkarstwo         |
| 17  | 2004, Ateny          | Julio César Luna            | Podnoszenie ciężarów  |
| 18  | 2006, Turyn          | Werner Hoeger               | Saneczkarstwo         |
| 19  | 2008, Pekin          | María Soto                  | Softball              |
| 20  | 2012, Londyn         | Fabiola Ramos               | Tenis stołowy         |
| 21  | 2014, Soczi          | Antonio Jose Pardo Andretta | Narciarstwo alpejskie |
| 22  | 2016, Rio            | Ruben Limardo Gascon        | Szermierka            |